# Кровная месть у черногорцев
Обычай кровной мести у черногорцев (черног. Крвна освета) как массовое явление просуществовал до середины XIX века.
Обычай кровной мести — общеславянский. В Средние века на Балканах он назывался «враж(ь)да». Во времена короля Милутина «вражда» примирялась посредством уплаты денег. В документе короля Твртка упомянуто выражение «искати крви», то есть требовать возмещения за убийство. Кроме Черногории, кровная месть существовала также в Далмации, Южной Сербии и Македонии.

## Описание

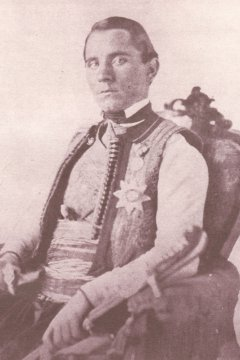
Князь Данило, убитый в результате кровной мести

Как отмечал И. Ю. Попович-Липовац, «народ считает этот обычай не только за закон природы, но и за закон божий… Не отомстить своему врагу в продолжении года считается трусостью, и такого человека преследуют даже женщины обычной насмешкой: „Сними штаны, надень юбки, ты не юнак, ты не отомстил, ты трус!“ …Если, положим, черногорец из племени белопавличей убьёт кого-нибудь из племени цуцы, то все цуцы считают своим долгом отмстить за убитого собрата. Если нельзя убить убийцу, убивают первого встречного белопавлича (дети и женщины освобождены от мести). Белопавличи, в свою очередь, убивают цуцу, цуцы опять белопавлича, и так может продолжаться несколько лет, пока не заключат мир. …Причины мести различны. Обыкновенно или бывает бесчестье сестры, родственницы, отказ от жены после брака, затем — убийство, раны, обида и т. п. Случается, что женщина мстит сама за себя или за своего возлюбленного. Случается, что избегают кровной мести уплатой денег и просьбами женщин».
Е. П. Ковалевский писал, что кровная месть могла случиться из-за кражи козы или коровы, но чаще из-за оскорбления, нанесённого члену семьи.
Историк Милакович так описывал времена черногорского владыки Петра I: «Не было ни одной нахии, ни Брда, жители которых находились в мире между собою, и редко можно было найти хоть одно племя, среди которого не происходило бы внутренней войны и пролития братской крови. Племена Катун бились с племенами Реки и Цермницы, пиперы воевали с белопавличами, а белопавличи в то же время с катунянами; морачане с ровчанами, которые опять бились с белопавличами и пиперами; баицы поперменно бились то с дольнекрайцами, то с негушами и цекличами; люботиняне с цеклинянами, цеклиняне с добрлянами и т. д.».

## Ликвидация
18 октября 1798 года скупщина в Станевичах утвердила Законник общий для черногорского и брдского населения (Законник Петра I). Одной из целей Законника было пресечение обычая кровной мести. Статья третья Законника предусматривала конфискацию имущества (в пользу государства и семьи погибшего) виновного в кровной мести преступника, если он скрывался за границей и не мог быть пойман. Статья пятая предоставляла лицу, поймавшему убийцу, право его убить с освобождением от ответственности. За кровную месть многократно выносились смертные приговоры. В 1815 году священником Н. Калуджеровичем было вынесено около 1500 приговоров. П. А. Ровинский сообщал о существовании у черногорцев кровной мести на рубеже XIX—XX веков.